# ميخائيل بورتيو
ميخائيل بورتيو (بالإنجليزية: Michael Portillo) هو صحفي وسياسي بريطاني، ولد في 26 مايو 1953 في المملكة المتحدة. حزبياً، نشط في حزب المحافظين.

## مناصب
- في الانتخابات الفرعية في مجلس العموم البريطاني [الإنجليزية]‏، انتخب عضو البرلمان التاسع والأربعون للمملكة المتحدة عن دائرة إنفيلد، ساوثغيت خلال فترته النيابية ‏ (13 ديسمبر 1984 – 18 مايو 1987).
- في الانتخابات العمومية للمملكة المتحدة 1987 [الإنجليزية]‏، انتخب عضو البرلمان الخمسون للمملكة المتحدة عن دائرة إنفيلد، ساوثغيت خلال فترته النيابية ‏ (11 يونيو 1987 – 16 مارس 1992).
- في الانتخابات العامة في المملكة المتحدة 1992 [الإنجليزية]‏، انتخب عضو البرلمان الحادي والخمسون للمملكة المتحدة عن دائرة إنفيلد، ساوثغيت خلال فترته النيابية ‏ (9 أبريل 1992 – 8 أبريل 1997).
- في 1999 Kensington and Chelsea by-election [الإنجليزية]‏، انتخب عضو البرلمان الثاني والخمسون للمملكة المتحدة عن دائرة كينسينجتون وتشلسي وقد انضم خلال فترته النيابية ‏ (25 نوفمبر 1999 – 14 مايو 2001) للكتلة البرلمانية حزب المحافظين.
- في الانتخابات العامة في المملكة المتحدة 2001، انتخب عضو برلمان المملكة المتحدة الـ53 عن دائرة كينسينجتون وتشلسي وقد انضم خلال فترته النيابية ‏ (7 يونيو 2001 – 11 أبريل 2005) للكتلة البرلمانية حزب المحافظين.
- انتخب عضو مجلس الشورى البريطاني.
- انتخب السكرتير الأول للخزانة [الإنجليزية]‏ (11 أبريل 1992 – 20 يوليو 1994).
- انتخب وزير الدولة للتوظيف [الإنجليزية]‏ (20 يوليو 1994 – 5 يوليو 1995).
- انتخب وزير الدفاع [الإنجليزية]‏ (5 يوليو 1995 – 2 مايو 1997).
- انتخب وزير ظل الدولة الخزانة [الإنجليزية]‏ ( – 18 سبتمبر 2001).

## وصلات خارجية
- ميخائيل بورتيو على موقع IMDb (الإنجليزية)
- ميخائيل بورتيو على موقع مونزينجر (الألمانية)
- ميخائيل بورتيو على موقع ميوزك برينز (الإنجليزية)
- ميخائيل بورتيو على موقع إن إن دي بي (الإنجليزية)
- ميخائيل بورتيو على موقع قاعدة بيانات الفيلم (الإنجليزية)

- الموقع الرسمي